# 伊勢屋藤吉
伊勢屋 藤吉（いせや とうきち、生没年不詳）とは江戸時代の江戸にあった地本問屋。

## 来歴
伊勢藤と号す。幕末に江戸において地本問屋を営業している。主に歌川貞秀の錦絵を出版している。

## 作品
- 歌川貞秀 「東海道勝景 従日本橋至荒井」 大判3枚続 錦絵 文久3年（1863年）
- 歌川貞秀 「雷門の焼失」 大判 錦絵 慶応2年（1866年）